# Stenaelurillus strandi
Stenaelurillus strandi is een spinnensoort in de taxonomische indeling van de springspinnen (Salticidae).
Het dier behoort tot het geslacht Stenaelurillus. De wetenschappelijke naam van de soort werd voor het eerst geldig gepubliceerd in 1939 door Lodovico di Caporiacco.